# オブリビオン (2013年の映画)
『オブリビオン』（英語: Oblivion 直訳: 忘却、忘我、無意識状態）は、2013年の映画。ジョセフ・コシンスキーとアルヴィド・ネルソンによる未公開の漫画（アメリカン・コミック、グラフィック・ノベル）に基づき、ウィリアム・モナハンとカール・ガイダシェク、マイケル・アーントによる脚本の執筆で脚色し、コシンスキーが監督と共同で製作を務め制作されたSF作品である。
地球外生命「スカヴ」に侵略を受けその戦いの影響から人類が宇宙へ移住した世界を舞台に、任務のため記憶を消され地球で警備とドローンの管理を行う主人公ジャック・ハーパーが、素性不明の女性ジュリア・ルサコーヴァと出会い真相を求める物語。
出演はトム・クルーズ、オルガ・キュリレンコ、アンドレア・ライズボロー、モーガン・フリーマン、メリッサ・レオ、ゾーイ・ベル、ニコライ・コスター＝ワルドーらである。

## ストーリー
プロローグ
西暦2077年。60年前に起きた異星人スカヴからの侵略を食い止めたものの、核兵器によって荒廃してしまった地球。人類の大半は、土星の衛星であるタイタンへの移住を余儀なくされていた。
そんな中、元海兵隊司令官コードネーム「Tech49」ジャック・ハーパーはヴィクトリア・オルセンと共にたった二人で地球に残され、スカヴの残党を始末するため、高度1,000メートルの上空から地上を監視する役目を担っていた。
序盤
ある日、ジャックは地上パトロールの途中で墜落した宇宙船を発見。その残骸から謎の女性ジュリア・ルサコーヴァを助け出す。目覚めた彼女は何故か会った事も無いジャックの名前を口にする。ジャックも断片的な記憶の中に彼女を見る。
だが、そんな中で彼は突然スカヴに捕えられ、連行された先でマルコム・ビーチと名乗る謎の男と出会う。彼にスカヴがエイリアンではなく人類の生き残りであること、タイタンに移民者などいないこと、移民前の一時的な避難先である宇宙ステーションと教えられていた「テット」という物体こそが人類の敵であることを告げられる。
中盤
マルコムに送り出されて「汚染地区」へと向かったジャックは、自分と全く同じ容姿の「Tech52」のジャックと遭遇する。そしてジャックは自分とヴィクトリアが量産されたクローンであり、テットの手先として人類を抹殺する任務をこなしていることを知る。その後、かつてジャックとジュリアが『共に終の住処にしようと語った湖畔の家』で二人は結ばれ、戦いが終わったらここに戻ると誓う。
スカヴの基地へと戻ったジャックは、マルコム達の計画に従い、殺人マシンであるドローンを再プログラミングし、テットへ核爆弾として送り込む準備をする。しかし実行しようとした矢先にテット側のドローンの襲撃を受け、確保したドローンも再起不能になってしまう。そこでジャックとジュリアは、宇宙船の生存者を連行するよう求めていたテットの指示を利用し、自分たち自身でテット内部に特攻する計画を考えつく。
終盤
テットへ進入する際、交信で「嘘をついている声」であることを解析されたジャックは、「ジュリアを死なせず、人類を存続させたい」と"真実"を言ってテットの警戒を解き、おびただしい数のクローンが眠る中枢に乗り込む。
ジャックがテットの前でコールドスリープ装置を開けると、中にいたのはマルコムだった。テットはドローンを差し向けるが、ジャックとマルコムは爆弾のスイッチを押す。テットは爆発、崩壊し、地上のドローンは活動を停止。ジュリアはジャックとの約束の地で目覚め、空に輝くテットの爆発時の光を目にする。
エピローグ
3年後、湖畔で娘と暮らすジュリアの元に、スカヴ達とジャックが現れる。彼は汚染地区で出会ったTech52だったが、「"彼"は"自分"だからこの場所を探し出せた」とモノローグ調のナレーションが流れる。

## キャスト
※括弧内は日本語吹替（翻訳：平田勝茂）
- ジャック・ハーパー/Tech 49 - トム・クルーズ[10]（森川智之）

主人公。その正体は複数存在するジャック・ハーパーのクローンの一人。素体は地球上のドローンを修理するために働く技術者。元々はタイタンへのミッションの司令官であったが、その後テットに捕らえられ、人類と戦うためにクローン化された。トムはテットに忠誠を誓うクローンであるジャック・ハーパー（テック52）も演じる。
- マルコム・ビーチ - モーガン・フリーマン[11]（坂口芳貞）

ベテランの兵士であり、テットの攻撃から生き残った人類である「スカベンジャーズ＝“スカヴ”」の大規模コミュニティのリーダー。
- ジュリア・ルサコーヴァ - オルガ・キュリレンコ（中村千絵）

主人公ジャックによって救出された女性。その正体はジャックの素体の妻であり、「オデッセイ」の乗組員。襲撃の際にテットから彼女を守るために、ジャック本人（クローンの素体）によって地球に送られた。
- ヴィクトリア・“ヴィカ”・オルセン - アンドレア・ライズボロー（岡寛恵）

ジャックの通信パートナーであり、同居人。元々は、ジャックがタイタンに向かった時の副操縦士で、テットの人類に対する戦争を助けるために捕らえられ、クローン化された。ライズボローは、ジャックが医療品を手に入れるために誤魔化すヴィカのクローンも演じている。
- サイクス軍曹 - ニコライ・コスター＝ワルドー[12]（西凜太朗）

ビーチと共にスカヴを守るコミュニティの主要な軍司令官で、ジャックに懐疑的な態度を示す。
- テット/“サリー” - メリッサ・レオ（池田昌子）

地球の天然資源を獲得し、人類を絶滅させようとする異星人の人工知能。サリーは、ジャックとジュリアがタイタンで行ったミッションの責任者であり、彼女の肖像はテットがコピーして視覚・聴覚に訴える役割を果たした。
- ジュリアの娘 - アビゲイル・ロウ、イザベル・ロウ（久野美咲）
- カラ - ゾーイ・ベル（岡田恵）

兵士であり、スカヴの一員。
その他の日本語吹替
- フライトレコーダーの声 - 小柳良寛
- スカヴ1 - 近松孝丞
- スカヴ2 - 福地将章
- スカヴ3 - 本多新也
- スカヴ4 - 遠藤純平

## 製作

### 企画
コシンスキーはアーヴィッド・ネルソンと共同で執筆したグラフィックノベルの映画化を望んでいた。2010年8月、コシンスキー監督の『トロン: レガシー』を製作したディズニーが『オブリビオン』の映画化権を競売の末に獲得した。ディズニーは家族向けにするためにPG指定にすることを望んだ。そのようなレイティングはプロジェクトを「創造的に握りつぶす」こととなり、そしてディズニーは映画化権を売却した。その後、元々映画化権を買おうとしていたユニバーサル・ピクチャーズが獲得し、PG13での製作を承認した。
映画脚本は元々ウィリアム・モナハンが執筆し、その後カール・ガイダシェクにより最初の書き直しが行われた。権利がユニバーサルに移ったあと、マイケル・アーントによって最終的な書き直しが行われた。ユニバーサル側は「それは我々が今まで出会ってきた中で最も美しい脚本の一つだ」と賞賛した。

### 撮影
2011年5月20日、トム・クルーズのプロジェクト参加が公式に発表された。クルーズと共に主役となる女優を選ぶため、ジェシカ・チャステイン、オリヴィア・ワイルド、ブリット・マーリング、ノオミ・ラパス、オルガ・キュリレンコが候補に挙がり、2011年8月27日にオーディションが行われた。
その後、2人の主要な女性キャラクターのうち1人はチャステインに決定したが、2012年1月、彼女はキャスリン・ビグローの『ゼロ・ダーク・サーティ』（当時はタイトル未定）にキャスティングされたために降板した。チャステインの役はキュリレンコに回った。
もう1人の主要な女性キャラクターにはヘイリー・アトウェル、ダイアン・クルーガー、ケイト・ベッキンセイルが検討され、3人は『アウトロー』の撮影中であったクルーズと共にピッツバーグでスクリーンテストを受けた。最終的にその役はアンドレア・ライズブローに決まった。また後日、メリッサ・レオの参加も決まった。
2012年3月19日にルイジアナ州で主要製作が開始された。ロケーション撮影は2012年3月26日から4月10日までバトンルージュやニューオーリンズで行われた。撮影は2012年8月12日まで継続すると予定された。
撮影には2012年1月に出荷されたソニーのCineAltaF65カメラが使われた。
なお、ユニバーサル・ピクチャーズの映画でお馴染みの「地球を背景に社名が表示される」オープニングでは、本作のキーであるテットが地球の周囲を周回する形で描かれている。

### 音楽
| 専門評論家によるレビュー | 専門評論家によるレビュー |
| レビュー・スコア         | レビュー・スコア         |
| 出典                     | 評価                     |
| ------------------------ | ------------------------ |
| Consequence of Sound     | 2/5stars                 |

サウンドトラック盤は2013年4月9日にバック・ロット・ミュージックより発売された。
| #   | タイトル                                    | 作詞 | 作曲・編曲 | 時間 |
| --- | ------------------------------------------- | ---- | ---------- | ---- |
| 1.  | 「Jack's Dream」                            | M83  | M83        | 1.22 |
| 2.  | 「Waking Up」                               | M83  | M83        | 4.09 |
| 3.  | 「Supercell」                               | M83  | M83        | 4.20 |
| 4.  | 「Tech 49」                                 | M83  | M83        | 5.58 |
| 5.  | 「The Library」                             | M83  | M83        | 3.28 |
| 6.  | 「Horatius」                                | M83  | M83        | 2.32 |
| 7.  | 「Starwaves」                               | M83  | M83        | 3.41 |
| 8.  | 「Hydrorig」                                | M83  | M83        | 2.24 |
| 9.  | 「Crater Lake」                             | M83  | M83        | 1.28 |
| 10. | 「Unidentified Object」                     | M83  | M83        | 2.32 |
| 11. | 「Odyssey Rescue」                          | M83  | M83        | 4.08 |
| 12. | 「Return from Delta」                       | M83  | M83        | 2.23 |
| 13. | 「Retrieval」                               | M83  | M83        | 6.49 |
| 14. | 「Earth 2077」                              | M83  | M83        | 2.22 |
| 15. | 「Revelations」                             | M83  | M83        | 1.43 |
| 16. | 「Drone Attack」                            | M83  | M83        | 3.27 |
| 17. | 「Return to Empire State」                  | M83  | M83        | 6.42 |
| 18. | 「Losing Control」                          | M83  | M83        | 3.56 |
| 19. | 「Canyon Battle」                           | M83  | M83        | 5.57 |
| 20. | 「Radiation Zone」                          | M83  | M83        | 4.11 |
| 21. | 「You Can't Save Her」                      | M83  | M83        | 4.56 |
| 22. | 「Welcome Back」                            | M83  | M83        | 1.47 |
| 23. | 「Raven Rock」                              | M83  | M83        | 4.33 |
| 24. | 「Knife Fight In a Phone Booth」            | M83  | M83        | 4.40 |
| 25. | 「I'm Sending You Away」                    | M83  | M83        | 5.38 |
| 26. | 「Ashes of Our Fathers」                    | M83  | M83        | 3.30 |
| 27. | 「Temples of Our Gods」                     | M83  | M83        | 3.14 |
| 28. | 「Fearful Odds」                            | M83  | M83        | 3.09 |
| 29. | 「Undimmed by Time, Unbound by Death」      | M83  | M83        | 2.26 |
| 30. | 「Oblivion (feat. スザンヌ・サンドフォー)」 | M83  | M83        | 5.56 |

## 本作の諸設定

### 監督の見解
本作の内容や設定について、監督のジョセフ・コシンスキーがインタビューで各種回答している。
- テットは四面体(tetrahedron)の略。
- 作中のヘリはベル47がモデル。
- テットが人間を使うのは、人間が創意工夫でなんでもこなせて便利なことを理解しているため。
- テットは異星の知的生命体が恒星間航行を行うために機械に精神転送しデジタル生命体となった姿。
- テット達の海上プラントが海水を給水しているのは、地球の海水に含まれている重水素を集め核融合に使うため。

この他、様々な設定が存在する（詳細は後述）。

### 登場キャラクター
ジャック・ハーパー / Tech 49
本作の主人公である、地球に留まって警備用のドローンの修理や、海上の採水プラントのパトロールを行う男性で、「Tech 49（読みはテック フォーナイン）」のコールサインを有する。
任務を円滑に遂行し、なおかつ敵対勢力であるスカヴに秘密が漏れるのを防ぐという目的のために過去の記憶を消された状態で、同様に記憶を消されているヴィクトリアと共に地球での任務をこなしているが、あくまでも任務を無難に遂行した上で、任務の終了後のタイタンへの移住を待ち望んでいるヴィクトリアとは異なり、好奇心が旺盛で「睡眠時などに脳裏に浮かぶ、侵略戦争前のニューヨークの光景」に疑問を抱いたり、地球人類がスカヴとの戦争で勝利したものの核兵器の使用による放射能汚染でタイタンへの移住を選択したことについて「僕たちが勝ったのに、地球から出ていくなんて」と文句を言ったり、任務のために地上に出ている間に様々な物品を集めてはそれらを後述する「湖畔の家」に持ち込んだり、ドローンの修理中に今いる場所がアメリカンフットボールの試合会場として使用されていたスタジアムであるのに気付くや「かつてここでやっていた名勝負の話」を熱く語ったり、果てはヴィクトリアやテットのサリーの命令に背いて独断で動くという個性を有している。
スカヴがエンパイア・ステート・ビルから宇宙に向けて、放射能汚染されていて立ち入りが禁止されている「汚染地区」に近い砂漠地帯を指定した「謎の誘導信号」の調査過程でこっそりと湖畔の家に赴いた際に、見た目からしてスカヴとの戦争勃発前に造られた宇宙船の「オデッセイ号」が砂漠地帯に向かって墜落して行くのを目撃し、「もうすぐ交信が不可能になるが、ドローンを現地に向かわせる」と指示したサリーから「これ以上の人命喪失の可能性を防ぐべく、ジャックはタワー49に帰還せよ」との命令を受けるも、「この目で確認する」と独断で現地に赴き、「スカヴの姿は無い」という理由で自らの足で捜索をした結果、デルタ睡眠カプセルで眠っている宇宙船の飛行士たちを発見し、さらには同様の状態で眠っている「初対面なのに既視感のある」ジュリアや飛行士たちをドローンが殺害するという異様な状態に直面するものの、ジュリアだけはドローンに威嚇射撃をしてまで守り抜き、タワー49へとカプセルごと運び込む。やがて覚醒したジュリアにオデッセイ号や飛行士たちが「失われた」現実と、テットのサリーから聞かされていた「地球人類対スカヴの戦争」と「自身とヴィクトリアがテットのサリーから与えられた任務」について説明するも、「自分が眠っている間に何が起こったのか知りたい」と願うジュリアの懇願を受けて、彼女と共にヘリで砂漠地帯の墜落現場に赴いた結果、スカヴの面々に彼女共々捕えられるが、連行された先のアジトにおいてマルコムから「自分たちはエイリアンではなく、人類である」という真実を教えられ、サリーからの説明に基づいた既成概念とは大きく異なる有様に困惑するものの、「僕を解放してくれたら、ドローンに攻撃中止命令を出して殺害を止めさせる」とマルコムに迫り、ジュリア共々解放される。
そして、エンパイア・ステート・ビルの「スカヴが手を加えて作った通信システム」を利用してタワー49のヴィクトリアに連絡を取り、ヘリを自動操縦で回してもらうものの、そこで初めてジュリアから彼女が帯びた宇宙飛行任務の内容が「元々はタイタンへの探査飛行だったのが、出発直前に出現した謎の物体への探査飛行に変更された」や、「ジャックもヴィクトリアも同じ任務に参加しており、ジュリア本人がデルタ睡眠中の段階でこの2人だけが先に起こされた」、「あなたもヴィクトリアも前に会った時とはまるで別人」と明かされ、困惑するもののさらにジュリアからビルの展望台でジャックからプロポーズをされた話を聞いた際にそれが時折脳裏に浮かんだ光景と一致していたことから、前々から興味を抱いていた「消去された過去の記憶」の中に自分とジュリアが夫婦になっていたのが含まれていると認識する。その上で、自分とヴィクトリアがテットのサリーから騙されていたと判断し、彼女を解放すべくタワー49にヘリで向かうものの既成概念に囚われた彼女によって「ジャックは命令に反して宇宙船の乗組員を救助し、その乗組員が原因でジャックは異常行動に走り、自分たちは効率的なチームではなくなった」とテットのサリーに報告され、「チームを全員排除せよ」との命令を受けたドローンによってヴィクトリアを目の前で殺害され、自身も命の危機に陥るがジュリアがとっさにヘリの機関砲を発砲したことで命拾いする。そしてタワーの通信室でサリーと交信する中で、「サリーはそもそも地球人類ですらなく、テットが自身やヴィクトリアを体よく使役するために作り出した、モニターに映る映像と音声からなる存在」と認識し、ヴィクトリアの報告で把握されたジュリアについて「新しい任務があるわ。宇宙船の生存者を私のところに連れてきて」と笑顔で命令されたことでサリーへの反抗を決意し、ジュリアと共にヘリで逃亡する。
それから程なくしてドローンの3機編隊から攻撃を受けるもジュリアのアドバイスを含めた巧みな操縦で3機の内2機を撃破するが、ヘリが汚染地区に接近したことで侵入しないよう旋回するが残る1機の体当たりによって無理やり汚染地区の中にドローンと相撃ち同然に墜落することとなるが、外気に触れても自身とジュリアの体に何の異常も発生しないことから「地球は核兵器を使用したことで、その一部は危険レベルの放射能で汚染された「汚染地区」となった」という情報が嘘であると気付き、さらには墜落したヘリと同型の機体が上空から現れ、相撃ちになったドローンに乗員が向かっているのに気付き、「今すぐドローンを停止しないと危険」という判断から向かうもそこでその相手が自分と瓜二つの姿をしているのに困惑しつつも、彼がその場に現れたジュリアに気を取られた隙を突いて交戦し、殺すことなく気絶させて無力化するが戦闘の中で偶発的にジュリアに重傷を負わせてしまったことから、「もう1人の自分とヘリの姿」からとっさに彼の役割を悟り、ヘリのコックピットに「Teck 52」と名乗って操縦が可能な状態にさせた上で、治療に必要な救命用の装備一式がある「タワー52」へと向かい、そこで装備一式を調達する一方で「もう1人のヴィクトリア」とも遭遇し、彼女がついさっき殺されたヴィクトリアと同様に規則を順守するという理由を基に「たまには君も僕と一緒に、地上に出てみないか？」との誘いを断るという様を目にした事で、自分とヴィクトリアは「テットが使役するクローン人間として生み出された存在」であると悟る。
そして、傷の治療を終えたジュリアを湖畔の家へと連れて行き、目を覚ました彼女に「僕は君の知っているジャックじゃない。だけど、君を愛していた」と自分自身とオリジナルのジャックに共通する部分を語るが、ジュリアからも今の自分自身とオリジナルのジャックの共通点を明かされ、完全な意味で相思相愛の状態となる。その上で、自らに真実を教えてくれたマルコムやスカヴの面々が今もテットの脅威に晒されていることから「全てを終えたら、ここに戻ろう」とジュリアと約束をしてスカヴのアジトへと向かい。全面協力を申し出る。そしてマルコムからテットの出現に端を発する地球と地球人類が陥った危機の全容と、自分よりも前に存在した「記憶を消され、自我を持たず、テットの命令にだけ従うクローン人間のジャック」について教えられ、自分自身が好奇心が旺盛で、ドローンに銃口を向けてまでジュリアを救った件から「本当の君は、まだ死んでいない」と説かれた。そしてマルコムの発案した「ドローンに核爆弾を搭載して、テットまで行かせて爆破する」という作戦の遂行に必要不可欠なドローンに「命令を認識させ、地球人類でも制御可能なマシーンにする」という条件をクリアしたことで、過去の経緯から「クローン人間のジャック」に不信感を抱いていたスカヴの面々から全面的な信頼を得るに至る。
だが、テットにスカヴのアジトを既に特定されていたことからドローンをテットに向かわせるべく通用口を開放したところで、テットが差し向けたドローンの3機編隊に侵入されて破壊の限りを尽くされるという危機的状況に追い込まれるも、スカヴの兵士たちと協力して自らはドローン1機を撃破し、他の2機も戦闘の末撃破されるが制御下においていたドローンは損傷してマルコムが言うところの「絶対に成功する作戦」は実現不可能になるが、「僕が核爆弾をテットまで運ぶ」という案をマルコムとジュリア双方の提案を呑む形で実行し、その過程でジュリアがオデッセイ号の墜落現場で発見したフライトレコーダーに記録されていた音声データを聴く形で本来のジャックとヴィクトリアやサリーについてを知る。そして最後には直接対面を果たしたテットの中枢体に向かって、正体が明らかになってもなおサリーの声色を用いるのに対する皮肉を込めて「くたばれ、サリー」の捨て台詞を放ち、マルコム共々核爆弾を起爆してテットを破壊し、およそ60年に及んだ地球人類とテットとの戦争を「終結」させた。
もう1人のジャック・ハーパー / Tech 52
ジャックがドローンとの空中戦の末に偶発的に入り込んだ「汚染地区」で遭遇した、ジャックと瓜二つの姿をした男性で、彼もまたテットによってジャックと同じ任務を与えられて行動しており、「Tech 52（読みはテック ファイブツー）」のコールサインを有する。彼との遭遇によってジャックは、テットから与えられた「汚染地区は放射能で汚染されていて危険だから、立ち入ってはならない」という注意が嘘であることと、「私は汚染地区に入った。そこにこそ真実がある」と語ったマルコムこそが正しいこと、そして何よりも自分自身がテットによって作り出されたクローン人間であることに気付いた。
本来のジャック・ハーパー
ジャックの脳裏に時折浮かぶ、「地球対スカヴの（実際は侵略を仕掛けてきたテット対地球人類との）戦争よりも前の、2077年に生きる自分が知るはずの無い光景」に出てくるジャックの正体である、クローン人間として生み出されたジャックたちのオリジナルである人間。アメリカ合衆国出身の、NASAの宇宙飛行士で宇宙船「オデッセイ号」でのタイタンへの探査飛行の指揮官に任命されるが出発直前になって任務の内容が「突如として出現した、正体不明の物体（テット）に対する探査飛行」に変更される。それでもジャック自身は部下のヴィクトリアや妻のジュリアを含めた宇宙飛行士たちと共に探査飛行に向かうが、最終的にはヴィクトリア共々テットに捕えられ、「テットが手駒として使うクローン人間」の素体となった。
マルコム・ビーチ
本作のキーマンである、スカヴことテットの侵略戦争下にある地球において生き残った地球人類の生存者たちの大規模なコミュニティのリーダーである人物。
長年にわたってテットやその尖兵であるドローンと戦い続けていたことから、テット側の内情についても把握しており、「クローン人間のジャックが、テットによってどのように扱われているか」についても把握していた。このため、「Teck 49のコールサインを有するジャック」がこれまで目にして来たジャックたちとは異なり、テットに必ずしも従順ではなく、むしろ地球人類としては普遍的な良心や常識に基づいた行動に出ることに希望を見出し、ジュリアを救った件を「本当のジャック・ハーパーという人間は、まだ死んでいない」と確信し、危険を冒してでも生け捕りにして真実を教えると決断して実行に至った。その一方、ジャックに真実の全てを即座に教えるのは「内容が内容だけに、決して信じてもらえない」と判断し、あえて部分的な真実とヒントを与えるだけに留めた。
その果てにジャックとの全面的な協力関係を結び、最終的には自らの望みどおりに核爆弾がテットを粉々にする様をジャックと共に「目撃」して果てた。
ジュリア・ルサコーヴァ
ジャックの脳裏に時折浮かぶ、女性の正体であるロシア人の宇宙飛行士にして、本来のジャックの妻であり、宇宙船「オデッセイ号」の乗組員。
彼女が眠っていたデルタ睡眠カプセルに表記された姓名やロシア出身を示す国籍マークから、西暦2017年の時点においてはジャックとは夫婦であっても「姓と国籍が別々の夫婦」という社会的立場であったことが示唆されているが、彼女自身はジャックと共にスカヴに協力すると決意した上でマルコムと2度目の対面を果たした際に「ジュリア・ハーパー」と名乗っている。
ヴィクトリア・オルセン
ジャックの任務上のパートナーである女性で、通信士官。また、ファーストネームを縮めた「ヴィカ」の愛称で呼ばれることもある。自らヘリで地上へのパトロールに赴くジャックとは異なり、拠点である「タワー49」からは一歩も出ず、通信室からジャックやテットのサリーとの通信を行うことでジャックに対する後方支援を行っている。
サイクス
マルコムの副官であるスカヴの一員で、階級は軍曹。過去の経緯から「クローン人間のジャック」に対しては懐疑的な考えを持っており、マルコムの判断に警鐘を鳴らしていた。しかし、その判断力は確かで、ジャックを生け捕りにしたことでドローンにスカヴのアジトを突き止められて襲撃されるという、サイクスの判断の通りの結果に至った。また、ドローン相手の戦闘能力も確かで、「ドローンの機体後部の構造上脆弱な個所を、ピンポイントでライフルで撃って撃破する」という戦法で、劇中ではドローンを2機仕留めている。
テット / サリー
「宇宙管制センター」のテットから、地上のジャックとヴィクトリアに命令をしてくる上官の女性。しかしその正体は、テットが「クローン人間のジャックとヴィクトリア」を使役するために、本来のジャックとヴィクトリアがテットへの探査飛行任務中に交信していた、本来のサリーの画像と音声データを流用して作り上げた、「通信モニターに表示される、見た目と声だけは地球人類にそっくりな、地球外からやってきた人工知能」であった。
ジュリアの娘
完全に相思相愛となったジャックとジュリアが愛を交わした結果、ジュリアが身ごもり出産した娘。その出自ゆえに、父親であるジャックと顔を合わせぬままジュリアと共に生きてきたが、物語終盤において「もう1人のジャック」と対面を果たす。
カラ
スカヴの一員である女性兵士。一連の戦いを生き残り、ジャックとマルコムがテットを破壊し、ドローンも全て機能停止になる様をサイクス共々目撃した。

### 用語

#### 地球・スカヴ関連
アメリカ合衆国
北アメリカ大陸の一部とハワイ諸島のような島々からなる国家にして、本来のジャック・ハーパーやマルコムの出身国であったが、テットによる侵略戦争で地球が荒廃した現在では国家としては既に瓦解している。なお、本作の舞台となる地域は「Teck 49」のコールサインを有する方のジャックが担当する任務地域の中に廃墟化したニューヨークの市街地が存在することから、アメリカの東部である模様。
NASA
アメリカ政府当局内の、宇宙開発を担当する機関。本来のジャックやヴィクトリアをはじめとする世界各国の宇宙飛行士からなるタイタンへの探査飛行と、謎の物体（テット）の出現に伴う探査飛行計画の変更、そしてその要である宇宙船「オデッセイ号」の設計や建造を手掛けており、オデッセイ号の船体や本来のジャックらが着用していた船内作業服の右肩部分にNASAのロゴマークがある。また、サリーもNASAの管制施設からオデッセイ号と通信を行っているのが通信画面の中に彼女の姿だけでなくNASAのロゴマークがあることからわかる。
エルヴィス・プレスリー
西暦20世紀のアメリカ出身の著名な歌手。ジャックは自分が搭乗するパトロール機のコックピットに、ギターを手にしたプレスリーを模した首振り人形を飾っており、「ボブ」の愛称で呼んだり話しかけていた。また、物語中盤にて墜落したパトロール機の代わりとして、「Teck 52」のコールサインを持つジャックが使用していたパトロール機を使用するにあたり、このボブの「引っ越し」もしており、宇宙のテットへと向かう時も一緒であった。
オハイオ級原子力潜水艦
アメリカ海軍が運用している弾道ミサイル潜水艦。ジャックがスカヴとの戦闘で所在不明となったドローン172をバイクで捜索中に通過した、元は海であったと思しき「船の墓場」を通過した際、一隻の本級の潜水艦（艦名は不明）が甲板の24基のミサイル発射管を全て開口した状態で放置されており、地球人類とテットとの戦争の中で、まだアメリカ海軍が戦闘能力を維持していた状況下で本級も実戦投入されたことが示唆されている。
砂漠地帯 / 座標1-7
ジャックとヴィクトリアがエンパイア・ステート・ビルから発信された信号を解析して割り出した場所で、テットが定めた座標情報は「座標1-7」。ヴィクトリア曰く「何もないただの砂漠で、スカヴが信号を発する意味がわからない」というものであり、しかも汚染地帯に近いという悪条件もあったが、実はスカヴが宇宙船の「オデッセイ号」を着陸誘導するのが目的であり、テットのサリーの命令に逆らってまで現場へと急行したジャックがデルタ睡眠で眠っているジュリアとの「再会」を果たし、続いてスカヴが小型の原子炉と、ジャックとジュリアを「確保」するに至った。
シカゴ
マルコムがジャックに地球とテットとの戦争について説明する中で名前のみ登場する、アメリカ中西部の都市。月が破壊されたことで大規模な地殻変動が全地球規模で起こる中で、シカゴは地盤の関係で被害が他地域よりも小さく収まったという。
ニューヨーク
アメリカ東部の大都市。月が破壊されたことによる地殻変動の影響で、かつての市街地はハドソン川と思しき川ごと土砂の中へと埋没しており、これによって渓谷が出来上がっている。
エンパイア・ステート・ビル
マンハッタンの超高層ビル。オデッセイ号で探査飛行に行くよりも前の、本来のジャックがジュリアを「世界一高い所で会おう」と誘い、展望台でジュリアが望遠鏡を覗いている時にその視界に入るよう指輪を見せてプロポーズをした思い出の場所。西暦2077年時点においては本来の基部が地中に埋没したり、部分的に破損しながらも本来の展望台があった区画から上の部位が地上にて若干原形を保った状態で残っており、土産物店で売られていた人形も残されていたが、この建物自体がスカヴによって手を加えられ、電波の発信を可能とする通信タワーへと改造されていた。
なお、この場所に対してテットが定めた座標情報は「座標3-7」。
自由の女神像
リバティ島にある、ニューヨークやアメリカの象徴とも呼べる像。しかし、西暦2077年時点においては先述の渓谷の谷底へと埋没しており、トーチ（たいまつ）を持った右手だけがかろうじて破損しながらも地中から出ている。
ニューヨーク・ヤンキース
ニューヨークのヤンキー・スタジアムを本拠地とするプロ野球チーム。ジャックはドローンの修理時や湖畔の家において、地上のどこかで調達したと思しきヤンキースのロゴが描かれた灰色の帽子を被っており、彼のオリジナルである本来のジャックもこのチームを気に入っていたことが、湖畔の家で先述の帽子や野球のボールを見つけたジュリアの反応から見て取れる。
ペンタゴン
後述するワシントンD.C.の近隣に位置する、アメリカ国防総省の本庁舎である建物。西暦2077年時点においては建物全体が半ば地中に没しており、一部からは地熱によるものと思しき湯気が噴き出している。
ワシントンD.C.
アメリカ合衆国の首都であるアメリカ東部の都市。しかし、西暦2077年時点においては廃墟と化した無人地帯となっている。
アメリカ合衆国議会議事堂
アメリカ合衆国議会の議事堂である建物。月が破壊されたことによる地殻変動の影響で、西暦2077年時点においてはドーム部分は原型を留めているが、そこから下の部分は半ば地中に没している。
ワシントン記念塔
ナショナル・モールの中心にそびえ立つオベリスク。西暦2077年時点においては傾きながらも原形を留めて立ってはいるが、その近くにある有名な人工の池は完全に無くなっており、その代わりに新しくできた川が流れている。
湖畔の家
ジャックが密かに、地上で集めた様々な物を持ち込んで作った、湖の畔にある家。ジャックはヘリでこの家に移動する際には近くにある渓谷の中を、水面にほど近い高度での低空飛行を行うことでタワー49のレーダー網からの捕捉を逃れているため、ヴィクトリアもサリー（テット）もこの家の存在を知らない。また、電燈やレコードプレーヤーといった家電製品の類もあり、それを動かすのに必要な電気も風力発電やソーラーパネルによる太陽光発電によって賄われている。この他、屋外にはバスケットボールのゴールや魚が生息している川もあり、ジャックは任務期間を終えたら地球を離れる身であるとわかっていても、「ここで暮らせたら」という願望を抱いていた。
ジャック本人は知らなかったが、湖畔に家を建てて暮らすという考えは本来のジャックがジュリアに語っていた「将来の夢」そのものであり、この家やジャックが集めた物品を目にしたジュリアは「目の前にいるジャックはクローン人間であっても、本来のジャックと同じ思いの持ち主」であると悟った。また、この家の存在はマルコムらスカヴの面々も知らなかったが、物語のラストにおいてメイソンらスカヴの生存者たちが「Tech 52」のコールサインを有していたジャックと行動を共にしていた関係で到達し、ジュリアと顔を合わせている。
スカヴ / スカヴェンジャー
西暦2017年に突如として現れた、地球に侵略戦争を仕掛けてきた異星人勢力で、冒頭のジャックのモノローグでは「自分たちの星が滅びの危機にあり、地球を侵略することで生き延びようと図り、地球人類との戦争に敗れてもなお生き残りが諦めずに人類に攻撃を仕掛けてくる連中」とされている。なお、地球人類側が名付けた正式名称は英語で「ゴミ漁り」という意味を有する「スカヴェンジャー」だが、劇中では基本的にその略称である「スカヴ」と呼ばれている。
ただしこれらの情報はテットがジャックやヴィクトリアに吹き込んでいた「嘘の情報」であり、真実は彼らこそが西暦2077年においてもなお、テットの侵略下にある地球において生き残っている地球人類の生存者たちであり、劇中で直接登場するのはマルコムをリーダーとするコミュニティである。このコミュニティは長年にわたってテットやその尖兵であるドローンとの戦いを続けていたことから、テット側の内情や技術体系をある程度把握しており、特にドローンに関しては動力源の燃料電池を爆弾に改造する形で武器化したり、装甲部分を含めた本体をアジト内部の防衛用の銃座に改造して使いこなしている。
最終的にジャックとマルコムの手でテットが破壊され、ドローンも全て機能停止してからは「テットに対抗する軍隊」としての役割が無くなり、生き残ったサイクスたちが平和となった地球で彼らなりに生活を送っていることが、物語終盤で先述の通りに湖畔の家に到達した際の様子から見て取れる。
スカヴの銃器
スカヴの兵士が使用する銃器は、基本的にはテットが現れた西暦2017年の時点で存在していた物をそのままか、もしくは何かしらの手を加えた状態の物である。また、ドローンとの戦闘時には背面のスラスターを狙い撃つことで撃破する描写がある他、アジトでの戦闘ではマルコムが銃座の重機関銃を発砲することでドローンに耐久性を超過する損傷を与えて撃破に至ったと示唆する場面がある。なお、スカヴの一員ではないがアジトでの戦闘においてジュリアがドローンに射殺された兵士が落とした銃を拾ってドローンを撃つ場面があるが、よく見ると発砲時に薬莢が排出されており、こうした銃や弾薬が良くも悪くも「テットが侵略戦争を仕掛ける前の、地球の軍隊の面影」をはっきり残している。
スカヴの戦闘服とマスク
スカヴの兵士が任務中に身に付ける基本装備。ドローンがテットによって「地球人類を発見次第射殺せよ」という命令に従って行動しているため、ドローンに地球人類であると気付かれないよう様々な工夫がされており、マルコム曰く「ドローンのレーダーを欺ける」とのことで、物語前半のスタジアムの通路内に潜んでいた兵士2人が、身動きせずにいることでレーダー照射による捜索を誤魔化している描写がある。また、マスクには言葉を自動的に暗号化したり、暗号化された言葉を解読する機能が組み込まれており、傍目には何を話しているのか理解しがたい会話が兵士たちの間では会話としてまともに成立しており、それでいてドローンに聞かれたとしても「理解不可能な言語」として認識されるだけで、どんな会話をしようとも俗に言う「敵に聞かれて、手の内がバレる」という事態には至らない。
スカヴの双眼鏡
スカヴの兵士がジャックを密かに監視する際に用いていた双眼鏡。
スタジアムの跡地
ジャックがスカヴの兵士たちとの戦闘の末に損傷して機能を停止したドローン166を修理するために向かった場所。その一角の通路内にて、スカヴの兵士2人がジャックを遠巻きに監視していた。なお、この場所に対してテットが定めた座標情報は「座標3-7」。
図書館の跡地
かつては図書館であったが、テットによって月が破壊されたのに起因する地殻変動によって建物全体が地中に没し、本来天井であった場所の一部のみが地上に出ているが、建物の内側は大量の本や本棚を残した状態でかろうじて原形が保たれている。ジャックが消息を絶ったドローン172を捜索する中でこの場所を発見し、内部に入り込むがドローン172に偽装した地球儀といった罠を仕掛けられて生け捕りにされかかるも、ジャックの抵抗とヴィクトリアがテットに要請した増援部隊として現れたドローン166によって生け捕りの作戦は失敗し、内部に展開していたスカヴの兵士がドローン166に射殺された。そして戦闘終結の直後、ジャックはたまたま戦闘の影響で火がついていた一冊の本に気付き、拾ってそのまま持ち帰っている。
月
地球の衛星であったが、スカヴの侵略戦争によって破壊され、これによって地球は大規模な地殻変動による地震や津波で荒廃した。ただし完全には消滅せず、いくつもの岩塊がまとまって月軌道上に浮かんでいる状態であり、夜空に光る星としての景観も保たれている。なお、スカヴが破壊したというのは、テットがジャックとヴィクトリアに吹き込んでいた嘘の情報であり、テットによって月が破壊されたというのが真相。また、マルコムはテットの侵略についてジャックやジュリアに語る中で「テットが現れて、夜空に輝く我々の月を奪い去った」と表現した。

#### テット関連
テット
西暦2077年の地球の周囲を周回する、人類が放射能で汚染された地球からタイタンへの移民を行うに当たって、一時的に生活の場としている「宇宙管制センター」で、その外観は金属製の▽の形をした四面体。ジャックとヴィクトリアはこのテットにいるサリーの部下として地球で働いており、2人が外部との通信を行うのは基本的にこのテットとの通信可能時間内にサリーとのやり取りをするものである。なお、2人の拠点である「タワー49」から見て、テットが水平線上にいる時が通信可能時間であり、水平線下に沈むと通信は不可能になるが次に通信可能になるのが何時であるのかは主にヴィクトリアが把握している。
その正体は西暦2017年に突如として宇宙空間に出現した、地球人類にとっては未知なる「謎の物体」であり、NASAはオデッセイ号によるタイタンへの探査飛行計画を急遽この物体を調査するための探査飛行へと変更した上で実行するが、オデッセイ号がテットの近距離まで到達した時点でNASAとオデッセイ号との通信を断たれて情報の入手が不完全となり、月の破壊とそれによる全地球規模での地殻変動による都市の破壊や市街地の冠水といった被害を許し、2次被害である飢餓も防げなかった。そして、混沌の中にあった地球に対し、最初の尖兵としてオデッセイ号の探査飛行に乗じて身体を確保した、探査飛行計画の指揮官であった宇宙飛行士のジャックを素体に作り上げた、大量のクローン人間のジャックを送り込み、ある程度地上の制圧が進んだ段階で第2波の戦力であるドローンを展開させ、クローン人間のジャックの役割を兵士から「ドローンの修理屋」に変更した上で引き続き使い続け、これらが警備を担当する採水プラントを海上に建設して、地球を「核エネルギーの材料となる海水を吸い上げる、一方的な資源搾取の星」へと作り変えた。これらの所業からマルコムはテットを「全てを破壊し尽くすのが機能である、驚嘆すべきマシーン」と称した。
なお、劇中本編においてテットの正体については言及されず、終盤でジャックは「君らがどこから来た何者かは知らないが」とテットの中枢体（詳細は後述）に言い放つのみに留まっている。一方で能力面については優れた知性と技術を有する点が明確に描かれており、地球の言語（英語）やアラビア数字をベースにした数学体系を理解し、「自らの手駒となるために作った、クローン人間」のジャックとヴィクトリアに吹き込んだ偽の情報も、両者の素体を確保するそもそものきっかけとなったNASAが元々計画していたタイタンへの探査飛行から情報を拝借して作った、辻褄の合うものであった。また、中枢体の存在する中枢区画の中では地球上と同様に重力が存在し、必要に応じて地球人類が呼吸可能な空気を充満させるという、劇中での地球人類が実現できていないことを当たり前の様にやっていた。
テットの中枢体
テット内部の、中枢区画の中央部に浮かんでいる、テット全体の中枢部に相当する個体で、外観はテットをそのまま小型化したようなものだが、ドローンの視覚センサーに似た「赤く光る一つ目」が中央にあり、よく見ると表面が波打っていることから、金属の塊ではなく何かしらのナノマシンの集合体である模様。劇中終盤においてジャックと対面した際、クローン人間として生み出されたのをジャック本人が理解している状況下で、「お前を創ったのは私。私がお前の神よ」と言い放った。

## 公開
当初は2013年7月10日公開が予定されていたが、『ジュラシック・パーク』の3Dでの再公開が2013年7月19日に決まったため、2013年4月19日に変更された。
アメリカ合衆国では2013年4月12日よりIMAX劇場で限定公開され、その1週間後に通常劇場で拡大公開された。

## 批評家の反応
2013年4月19日時点でRotten Tomatoesでは130件のレビューで支持率は58%となっている。